# باب البرقية
كان باب البرقية بوابة في أسوار مدينة القاهرة بمصر. استُخدمت البوابة كواحدة من بوابات المدينة الشرقية الرئيسية حتى سقطت بسبب الإهمال حد الاختفاء. تم التنقيب عنها وترميمها كجزء من حديقة الأزهر في العقد الأول من القرن الحادي والعشرين.

## تاريخ
كان باب البرقية (المعروف أيضًا باسم باب التوفيق) في الأصل بوابة شرقية في الأسوار الفاطمية بناها الوزير بدر الجمالي.:44 :99وأُعيد بناؤها في القرنين الثاني عشر والثالث عشر في إطار مشروع تحصين طموح بدأه صلاح الدين (صلاح الدين) عام 1176م واستمر على يد خلفائه الأيوبيين. تضمن المشروع بناء قلعة القاهرة وسور بطول 20 كيلومترًا للدفاع عن كل من القاهرة، المدينة الملكية للخلفاء الفاطميين والفسطاط، العاصمة السابقة لمصر بالجنوب الغربي).:96لم يكتمل الشكل النهائي المتصور للجدار تمامًا، ولكن بُنيت امتدادات طويلة من السور، خاصة شمال القلعة. كان باب البرقية أحد البوابات في هذا الجزء الشمالي المكتمل، إلى جانب البوابات المحددة باسم باب المحروق وباب الجديد. :96
كانت البوابة من البوابات الشرقية الرئيسية للمدينة. وقع خارجها منطقة صحراوية استخدمها المماليك في البداية لألعاب الفروسية، وهو تقليد بدأه بيبرس وانتهى عام 1320م على يد السلكان الناصر قلاوون.:175كانت هذه المنطقة في وقت لاحق خلال فترة مماليك الشركس موقعًا لمجمعات ضريح مملوكية جديدة تُعرف الآن باسم المقبرة الشمالية. أدى نمو المدينة والأمن النسبي للمنطقة في تلك الأثناء إلى تقليل أهمية وظيفة باب البرقية كبوابة دفاعية. سقطت البوابة والأسوار الأيوبية المحيطة بها نتيجة الإهمال، وبنى سكان المدينة منازل وهياكل جديدة عليها أو فوقها. وأصبحت الحافة الشرقية للمدينة حيث كانت الجدران قائمة بمرور الوقت مكبًا لمخلفات المدينة. اختفت الجدران والبوابات تحت كومة متزايدة من الحطام رغم أنها ظلت سليمة إلى حد كبير.
في أوائل العقد الأول من القرن الحادي والعشرين، حوّل صندوق الآغا خان للثقافة تلال القمامة شرق المدينة التاريخية إلى حديقة الأزهر التي افتُتحت في عام 2005. حُفرت أسوار المدينة الأيوبية الشرقية خلال عملية الترميم بين عامي 2000 و 2008، بما في ذلك باب البرقية. تُرى البوابة الآن على الحافة الغربية للحديقة. يقع بالقرب منها بوابة أخرى قريبة في الجنوب هي باب المحروق والتي أصبحت أيضًا المدخل الغربي للحديقة من ناحية حي الدرب الأحمر.

## وصف
كانت البوابة المبنية بالحجر ذات تصميم معقد نموذجي للبوابات المحصنة في الشرق الأوسط في العصور الوسطى والمعروفة باسم المدخل المنعطف. وبدلاً من انشاء فتح بسيط في الجدران حيث تمر حركة المرور مباشرة، تجبر البوابة حركة المرور على المرور جانبيًا عبر البوابة من خلال إحداث دوران بزاوية 90 درجة داخل وخارج البوابة. كان الهدف من هذا التصميم إعاقة الهجمات المباشرة وإجبار أي مهاجمين على الإبطاء عند دخولهم البوابة.